# NGC 5966
NGC 5966 (również PGC 55552 lub UGC 9923) – galaktyka eliptyczna (E), znajdująca się w gwiazdozbiorze Wolarza. Odkrył ją William Herschel 18 marca 1787 roku. Jest to galaktyka z aktywnym jądrem typu LINER.